# 屈布拉克
屈布拉克（法語：Cublac，法語發音：[kyblak]）是法国科雷兹省的一个市镇，位于该省西南部，属于布里夫拉盖亚尔德区。

## 地理
屈布拉克（45°8'46"N, 1°18'16"E）面积20.18 平方千米，位于法国新阿基坦大区科雷兹省，该省份为法国中南部省份，北起上维埃纳省和克勒兹省，西接多爾多涅省，南至洛特省，东临多姆山省和康塔爾省。
与屈布拉克接壤的市镇（或旧市镇、城区）包括：布里尼亚克-拉普莱讷、芒萨克、泰拉松-拉维勒迪约、博尔加尔德泰拉松、维拉克。

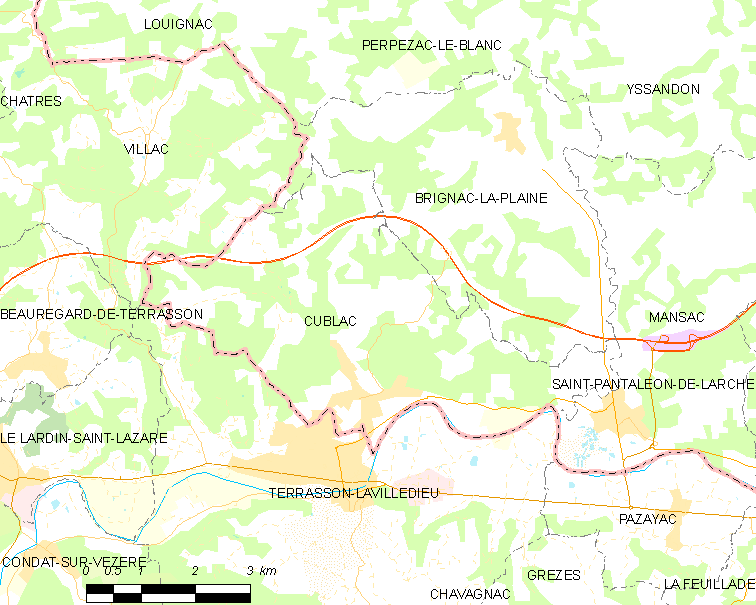
屈布拉克的OSM定位图

屈布拉克的时区为UTC+01:00、UTC+02:00（夏令时）。

## 行政
屈布拉克的邮政编码为19520，INSEE市镇编码为19066。

## 政治
屈布拉克所属的省级选区为圣庞塔莱翁-德拉尔什县。

## 人口

1962-2008年间屈布拉克人口变化图示

屈布拉克于2022年1月1日时的人口数量为1730人。